# Роторно-поршневой двигатель
Ро́торный дви́гатель (РД, РПД,  РДВС, двигатель Ва́нкеля) — роторный двигатель внутреннего сгорания, конструкция которого разработана в 1957 году инженером компании NSU Вальтером Фройде. Ему же принадлежала идея этой конструкции. Двигатель разрабатывался в соавторстве с Феликсом Ванкелем, работавшим над другой конструкцией роторно-поршневого двигателя.
Особенность двигателя — применение трёхгранного ротора (поршня), имеющего вид треугольника Рёло, вращающегося внутри цилиндра специального профиля, поверхность которого выполнена по эпитрохоиде (возможны и другие формы ротора и цилиндра).

## Конструкция
Установленный на валу ротор жёстко соединён с зубчатым колесом, которое входит в зацепление с неподвижной шестернёй — статором. Диаметр ротора намного превышает диаметр статора, несмотря на это ротор с зубчатым колесом обкатывается вокруг шестерни. Каждая из вершин трёхгранного ротора совершает движение по эпитрохоидальной поверхности цилиндра и отсекают переменные объёмы камер в цилиндре с помощью трёх радиальных уплотнений.
Такая конструкция позволяет осуществить любой 4-тактный цикл Дизеля, Стирлинга или Отто без применения специального механизма газораспределения. Герметизация камер обеспечивается радиальными и торцевыми уплотнительными пластинами, прижимаемыми к цилиндру центробежными силами, давлением газа и ленточными пружинами. Отсутствие механизма газораспределения делает двигатель значительно проще четырёхтактного поршневого, а отсутствие сопряжения (картерное пространство, коленвал и шатуны) между отдельными рабочими камерами обеспечивают необычайную компактность и высокую удельную мощность. За один оборот эксцентрикового вала двигатель выполняет один рабочий цикл, что эквивалентно работе двухтактного поршневого двигателя. За один оборот ротора эксцентриковый вал выполняет 3 оборота и 3 рабочих хода, что приводит к ошибочным сравнениям роторного двигателя с шестицилиндровым поршневым двигателем.
Смесеобразование, зажигание, смазка, охлаждение, запуск принципиально такие же, как и у обычного поршневого двигателя внутреннего сгорания.
Практическое применение получили двигатели с трёхгранными роторами, с отношением радиусов шестерни и зубчатого колеса: R:r = 2:3, которые устанавливают на автомобилях, лодках и т. п.
Автомобили с РПД потребляют от 7 до 20 литров топлива на 100 км, в зависимости от режима движения, масла — от 0,4 л до 1 л на 1000 км.

### Рабочий цикл
Двигатель Ванкеля использует четырёхтактный цикл:
- такт A: Топливно-воздушная смесь через впускное окно поступает в камеру двигателя
- такт B: Ротор вращается и сжимает смесь, смесь воспламеняется электрической искрой
- такт C: Продукты горения давят на поверхность ротора, передавая усилия на цилиндрический эксцентрик
- такт D: Вращающийся ротор вытесняет отработанные газы в выпускное окно.

Несмотря на схожесть цикла, динамика сгорания топливно-воздушной смеси в роторно-поршневом двигателе (РПД) сильно отличается от традиционного поршневого двигателя.
В поршневом двигателе (ПД) топливно-воздушный заряд, проходя в цилиндр через клапан на стадии впуска, приобретает высокую турбулентность, которая возрастает с ростом числа оборотов коленчатого вала, что благоприятно сказывается на полноте сгорания смеси. В РПД турбулентность ниже и в момент воспламенения, основной заряд смеси впереди по вращению ротора быстро сгорает, в то время как задняя часть рабочей полости остаётся не сгоревшей и выбрасывается в атмосферу. Этим объясняется в 6 — 8 раз более высокий процент выбросов в атмосферу несгоревших углеводородов, по сравнению с поршневыми двигателями.
Ещё одним отличием рабочего цикла РПД от рабочего цикла ПД является сдвиг момента максимального выделения тепла в камере сгорания на линию расширения после прохождения верхней мёртвой точки. Поэтому максимальные температуры цикла, при одинаковой степени сжатия, у РПД ниже, а в фазе выпуска температура отработавших газов на 200—250 °С выше чем у поршневых двигателей. Это термодинамически невыгодно и приводит к дополнительному снижению КПД, но в то же время по этой причине выброс окиси азота у РПД на 20 % ниже, а при одинаковых степенях сжатия, РПД способен работать без детонации на топливе с октановым числом на 15 единиц меньше чем поршневой двигатель.
Устранение недостатков РПД добиваются усложнением систем впрыска, созданием расслоения топливно-воздушной смеси в камере сгорания и т. п.

## Преимущества и недостатки
Преимущества перед поршневыми двигателями:
- низкий уровень вибраций: двигатель полностью механически уравновешен, что позволяет повысить комфортность лёгких транспортных средств типа микроавтомобилей, мотокаров и юникаров;
- высокие динамические характеристики: на низкой передаче возможно без излишней нагрузки на двигатель разогнать машину выше 100 км/ч на более высоких оборотах двигателя (8000 об/мин и более);
- высокая удельная мощность (л. с./кг) в силу того, что:
  - обычная частота вращения вала примерно в 2 раза выше, чем у поршневого четырёхтактного двигателя.
  - масса движущихся частей в РПД гораздо меньше, чем в аналогичных по мощности поршневых двигателях, так как в его конструкции отсутствуют коленчатый вал и шатуны;
  - однороторный двигатель выдаёт мощность в течение трёх четвертей каждого оборота выходного вала. В отличие от четырёхтактного поршневого двигателя, который выдаёт мощность только в течение одной четверти каждого оборота выходного вала;
- меньшие в 1,5—2 раза габаритные размеры;
- меньшее число деталей (два-три десятка вместо нескольких сотен).

За счёт отсутствия преобразования возвратно-поступательного движения во вращательное двигатель Ванкеля способен выдерживать гораздо большие обороты по сравнению с традиционными двигателями. Роторно-поршневые двигатели обладают более высокой мощностью при небольшом объёме камеры сгорания, сама же конструкция двигателя сравнительно мала и содержит меньше деталей. Небольшие размеры улучшают управляемость, облегчают оптимальное расположение трансмиссии (развесовка) и позволяют сделать автомобиль более просторным для водителя и пассажиров.
Недостатки:
- Соединение ротора с выходным валом через эксцентриковый механизм, являясь характерной особенностью РПД, вызывает давление между трущимися поверхностями, что в сочетании с высокой температурой приводит к дополнительному износу и нагреву двигателя. В связи с этим возникает повышенное требование к периодической замене масла. При правильной эксплуатации периодически производится капитальный ремонт, включающий в себя замену уплотнителей. Ресурс при правильной эксплуатации достаточно велик, но не заменённое вовремя масло неизбежно приводит к необратимым последствиям, и двигатель выходит из строя.
  - Для уменьшения износа радиальных уплотнителей требует подачи масла непосредственно в камеру сгорания. Продукты частично горения масла попадают в выхлопные газы (как и при работе двухтактного поршневого двигателя). Помимо более «грязного» выхлопа, это приводит к повышенному расходу масла — в двигателе 13В автомобиля Mazda RX-8 убыль масла оставляет 1 литр на 1 тыс. км пробега.
- Состояние уплотнителей. Площадь пятна контакта очень невелика, а перепад давления очень высокий. Следствием износа уплотнителей являются высокие утечки между камерами и, как следствие, падение КПД и токсичность выхлопа. Проблема быстрого износа уплотнителей на высокой скорости вращения вала была решена применением высоколегированной стали.
- Склонность к перегреву. Камера сгорания имеет линзовидную форму, то есть при маленьком объёме у неё относительно большая площадь. При температуре горения рабочей смеси основные потери энергии идут через излучение, интенсивность которого пропорциональна четвёртой степени температуры; с точки зрения снижения удельной поверхности и за счёт этого потерь теплоты идеальная форма камеры сгорания — сферическая. Лучистая энергия не только бесполезно покидает камеру сгорания, но и приводит к перегреву рабочего цилиндра.
- Меньшая экономичность на низких оборотах по сравнению с поршневыми ДВС. Устраняется отключением работы каждого n-го поршня, что также влечёт снижение температурной нагрузки.
- Высокие требования к геометрической точности изготовления деталей двигателя делают его сложным в производстве — требуется применение высокотехнологичного и высокоточного оборудования: станков, способных перемещать инструмент по сложной траектории эпитрохоидальной поверхности камеры объёмного вытеснения.

## Применение
Двигатель разрабатывался изначально именно для применения на автотранспорте. Первый серийный автомобиль с роторным двигателем — немецкий спорткар NSU Spider.
Первый массовый (37204 экземпляра) — немецкий седан бизнес-класса NSU Ro 80. Автомобиль имел достаточно инноваций и помимо двигателя, в частности, кузов с рекордно низким аэродинамическим сопротивлением, полуавтоматическую коробку передач с гидротрансформатором, блок-фары, и так далее. Ro 80 отличалась не только уникальной конструкцией, но и передовым дизайном, который оказался непонятен публике середины шестидесятых (см. NSU Ro 80); через десять лет именно он был положен в основу стиля моделей «Ауди» 100 и 200 поколения C2.
Ресурс двигателя оказался весьма мал (ремонт требовался уже после пробега порядка 50 тыс. км), поэтому автомобиль заслужил плохую репутацию и стал скандально известен. На многих сохранившихся автомобилях оригинальный двигатель заменён на поршневой L4 «Essex» фирмы Ford.

Citroën также экспериментировал с РПД — проект Citroën M35.
После этого серийное и мелкосерийное производство автомобильных роторно-поршневых двигателей Ванкеля производились только фирмами Mazda (Япония) и ВАЗ (СССР). Так же немецкая фирма Fichtel & Sachs с 1969 по 1973 год выпускала односекционные малые РПД объёмом в 300 см³, которые устанавливались на бензопилы, электрогенераторы, газонокосилки и т. п. Двухсекционные моторы объёмом 600 см³ применялись на снегоходах.

### Современное состояние
Инженерам фирмы Mazda, создавшим роторно-поршневой двигатель «Renesis» (производное от слов (англ. Rotary Engine:роторный двигатель и Genesis:процесс становления, название, говорящее о появлении нового класса двигателей), удалось решить основные проблемы таких двигателей — токсичность выхлопа и неэкономичность. По сравнению с двигателями-предшественниками удалось сократить потребление масла на 50 %, бензина — на 40 % и довести выброс вредных окисей до норм, соответствующих Euro IV. Двухкамерный двигатель «Renesis» объёмом всего 1,3 л выдаёт мощность в 250 л. с. и занимает немного места в моторном отсеке.
Автомобили марки Mazda с буквами RE в наименовании (первые буквы от названия «Renesis») могут использовать в качестве топлива как бензин, так и водород (так как менее чувствителен к детонации, чем обычный двигатель, использующий возвратно-поступательное движение поршня). Это явилось вторым витком роста внимания к РПД со стороны разработчиков.
Выпуск автомобилей Mazda RX-8 прекращён в 2011 году, так как он не вписывался в новые ужесточённые нормы экологичности выхлопа в Европе и США. Производитель Mazda время от времени обещает снова вернуться к выпуску роторных моторов, но на 2023 год обещания не были реализованы.
Малые моторы объёмом от 210 до 300 куб см в мире выпускают несколько фирм в Англии и в Германии. Так же копии таких моторов начали выпускать в Китае и в Иране для установки на небольшие беспилотные самолёты.

## Авиационные двигатели
Несмотря на ряд попыток установки двигателя Ванкеля на самолётах (опытные образцы испытывались в разных странах с 1950-х годов), он не нашёл широкого применения в авиации. В настоящее время (2011) двигатель Ванкеля устанавливается на некоторые модели мотопланеров Schleicher.
Существует британский двигатель AR731 мощностью 38 л. с., сконструированный специально для дронов-камикадзе или других ударных или короткоживущих дронов. Двигатель имеет китайскую копию MDR-208, который, в свою очередь, скопирован в Иране под названием Shahed-783. Этот двигатель используется в дроне Shahed-131, который в России известен как «Герань-1».
В 2019 году российские учёные из Центрального института авиационного моторостроения им. П. И. Баранова и Фонда перспективных исследований решили проблему быстрой изнашиваемости двигателя, создав РПД на основе материалов нового поколения — интеркерамоматричных и металлокерамоматричных композитов. Согласно результатам испытаний, износ этих элементов пренебрежительно мал. Все они сохранили свою работоспособность, подтвердив возможность и перспективность применения композиционных материалов для изготовления наиболее нагруженных и проблемных элементов РПД. В новом отечественном двигателе применена также специально разработанная для РПД система турбонаддува с охлаждением воздуха и новая система управления.